# Horná Breznica
Horná Breznica (Hongaars: Felsőnyíresd) is een Slowaakse gemeente in de regio Trenčín, en maakt deel uit van het district Púchov.
Horná Breznica telt 469 inwoners.